# Why/Qua qua qua
Why/Qua qua qua è un singolo di Kim e Franco Godi, pubblicato nel 1978.
Il brano Why è la colonna sonora del film Addio ultimo uomo, composta da Franco Godi e dalla sua orchestra.

## Tracce
Lato A
1. Why – 3:46 (Franco Godi, Julian Birri – voce: Kim)

Lato B
1. Qua Qua Qua – 3:08 (Franco Godi, Marva Jan Marrow, Maurizio Nichetti – voce: Franco Godi)